# 3277 Aaronson
3277 Aaronson este un asteroid din centura principală. A fost descoperit de astronomul Edward L. G. Bowell din observatorul Flagstaff în Arizona (Statele Unite), pe 8 ianuarie 1984.
1. 1 2 3  JPL Small-Body Database, accesat în 5 noiembrie 2023